# アッペンツェル
アッペンツェル (Appenzell) は、スイスのアッペンツェル・インナーローデン準州にある基礎自治体（ベツィルク）自身とその内部にある一部市街地を指す。ベツィルク・アッペンツェルは、アッペンツェル、リンケンバッハ、マイスターリューテ、カウという4つの地域から成っている。
その中心的な建物は、教区教会、1563年に建てられた市庁舎、Salesisハウス、Clanx城の遺跡、州立記録保管所で、保管所の事務室は国家に重要な遺産 (Heritage sites of national significance) として登録されている。
村の通りを歩くと独特の切妻屋根や壁画、凝った看板が特徴的な家々が連なっている。チーズ、レース、織物、カウベル飾りなど、特産品でも知られている。

## 歴史
1071年にこの街は「Abbacella」の名で文献に登場した。1223年までに、「修道院長の部屋」を意味する「Abbatiscella」に変化した。